# Мімуна

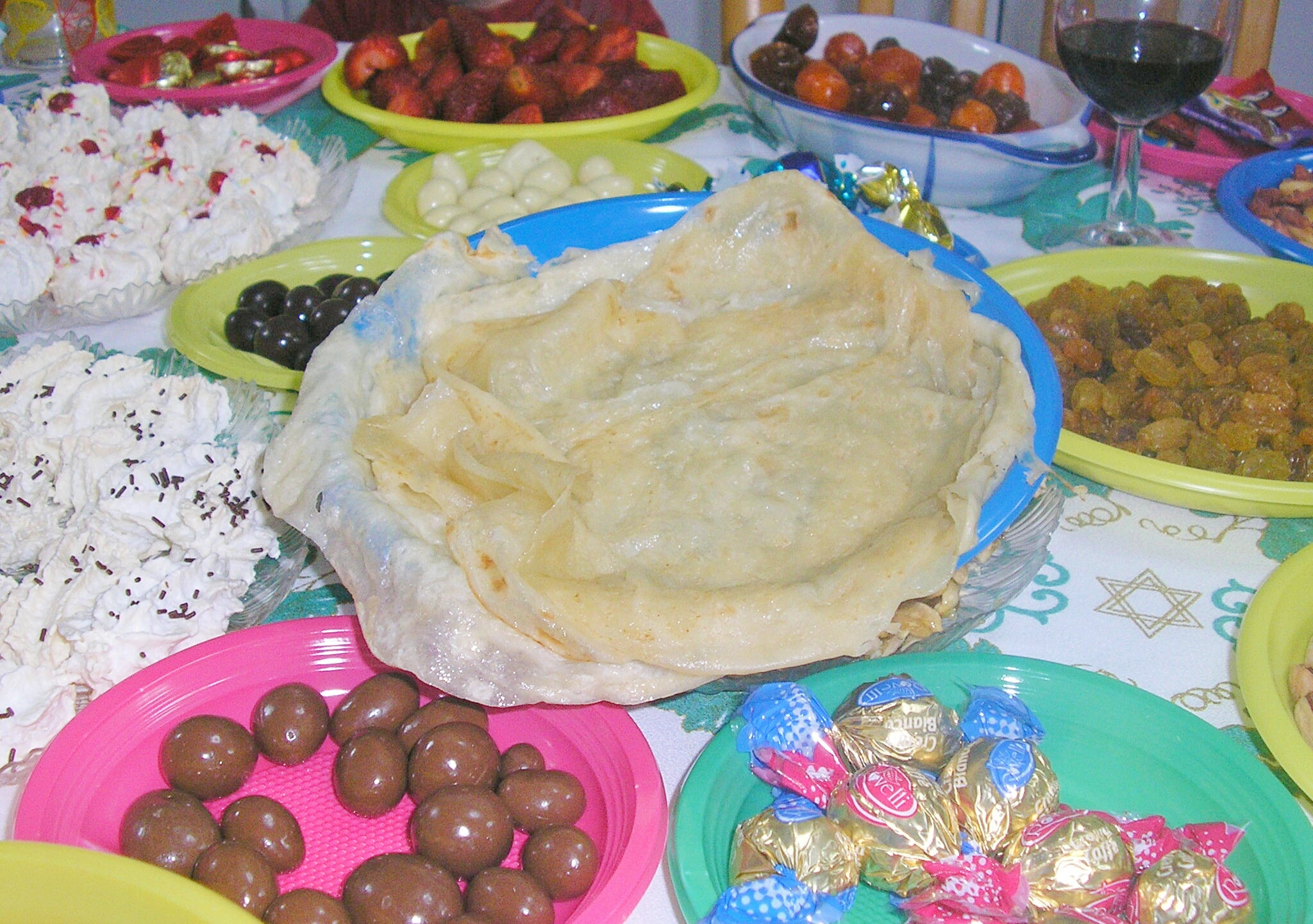
Мофлетта — традиційна страва свята

Мімуна (івр. מימונה‎, араб. ميمونة‎) — традиційне свято північноафриканських євреїв, що відзначається у перший день після Песаха. Мімуна позначає початок весни і можливість знову їсти хамец (продукти, що містять закваску, заборонені до вживання в Песах).

## Походження назви
За однією з версій, назва свята походить від імені Маймона бен Іосефа, батька Рамбама (Маймоніда), і пов'язаний з датою його народження або смерті. За іншими версіями, назвае «мімуна» схоже з арабським словом маймун («щасливий») або івритському емуна («віра»).

## Традиції
У Ізраїлі мімуна стала популярним щорічним святом, у який прийнято влаштовувати вечірки, пікніки і барбекю. Спочатку мімуну святкували лише у сім'ях репатріантів з Північної Африки, але вже 1966 вона стала державним святом і була перейнята іншими етнічними групами, перш за все східними общинами.
Святкування починається одразу по закінченню Песаха — накривається стіл, на який ставлять традиційні солодощі, мед, печиво, а також символи удачі та врожаю, наприклад, посуд з живою рибою. Підкреслюється число «5» — наприклад, ставлять п'ять золотих прикрас. Однією з характерних для свята страв є солодка перепічка — мофлетта.
Прийнято запрошувати у гості представників інших етнічних груп.
За межами Ізраїлю свято відмічають у общинах марокканських євреїв, наприклад, в Парижі і Амстердамі.